# Falckmålet
Det så kallade Falckmålet är ett svenskt rättsfall, som rör mutbrott på bevakningsföretaget Falck Security och Storstockholms Lokaltrafik (SL). Målet kallas Klottermålet av bevakningsföretaget G4S, där den tidigare bevakningsdelen av Falck Security numera ingår.

## Bakgrund
Hösten 2002 anklagades Falck Security för att mutat SL:s trygghetschef. Målet döptes till Falckmålet. Efterhand upptäcktes flera nya mutbrott. Åklagaren hävdade att en tidigare VD och flera andra höga chefer var inblandade. Till mutåtalet lades senare även misstankar om luftfakturor där belopp i miljonklassen nämndes. Åklagaren kunde dock inte väcka åtal för alla brott då flera brott var preskriberade. Förundersökningen mot cheferna på SL och Falck omfattade cirka 3 000 sidor.
2003 tvingades Falck lämna klotterbevakningen för SL efter att ha avslöjats med att bedriva olaglig kriminalunderättelseverksamhet. G4S uppger dock att företaget sedan 1 september 2006 åter har ett stort bevakningsuppdrag för SL

## Tingsrättens dom
Stockholms tingsrätt fällde den 19 december 2006 en tidigare 'trygghetsansvarig' chef vid SL för bland annat bokföringsbrott och mutbrott. En 'mellanchef' på Falck Security dömdes också till dagsböter för bestickning, medan fem andra åtalade från Falck friades; en tingsrättsjuristdomare förklarade i en DN-intervju att "åklagarens framställning var dåligt underbyggd i Falckåtalet". SL-chefen dömdes till 18 månaders fängelse samt till ett skadestånd på 422 000 kronor till SL, och Falckmellanchefen till 80 dagsböter. Vid straffutmätningen tog tingsrätten hänsyn till att SL-chefen delvis redan hade straffats genom att han hade avskedats från sitt arbete och omskrivits negativt i pressen. Han friades också på vissa andra åtalspunkter.

## Hovrättens dom
Domen mot den tidigare SL-trygghetschefen överklagades till Svea hovrätt, men fastställdes av denna i november 2007, både vad avser fängelsestraffet och skadeståndet.